# Hermann Weyl
Hermann Klaus Hugo Weyl, nemški matematik in fizik, * 9. november 1885, Elmshorn pri Hamburgu, Prusija, Nemško cesarstvo (sedaj Nemčija), † 8. december 1955, Zürich, Švica. 
Čeprav je Weyl večino svojega življenja preživel v Zürichu in nato v Princetonu, New Jersey, je povezan z matematično tradicijo Univerze v Göttingenu, ki sta jo predstavljala Hilbert in Minkowski. Njegove raziskave so zelo vplivale na teoretično fiziko, kot tudi na čista področja, na primer na teorijo števil. Velja za enega najvplivnejših matematikov 20. stoletja in za pomembnega člana Inštituta za višji študij v času prvih let njegovega obstaja.
Objavil je strokovna in poljudna dela o prostoru, času, snovi, filozofiji, logiki, simetriji in zgodovini matematike. Med prvimi je razumel spoj splošne teorije relativnosti z zakoni elektromagnetizma. Čeprav noben matematik njegove generacije ni zaobjel Poincaréjevega ali Hilbertovega 'univerzalizma', se je Weyl temu zelo približal. Atiyah je poudaril, da kadar je pregledoval kakšno matematično snov, je ugotovil, da ga je Weyl prehitel.

## Življenje in delo
Gimnazijo Christianeum je obiskoval v Altoni v Hamburgu, kjer je že tam opozoril na svoj matematični dar. Ravnatelj Hilbert, ga je napotil v Göttingen k svojemu bratrancu v uk. Med letoma 1904 in 1908 je študiral matematiko in fiziko v Göttingenu in Münchnu. Leta 1908 je doktoriral pod Hilbertovim mentorstvom z dizertacijo Singularne integralske enačbe s posebnim upoštevanjem Fourierovih integralskih izrekov (Singuläre Integralgleichungen mit besonder Berücksichtigung des Fourierschen Integraltheorems). Leta 1910 je habilitiral v privatnega docenta s temo O navadnih diferencialnih enačbah s singularnostmi in pripadajočimi razvoji poljubnih funkcij (Über gewöhnliche Differentialgleicklungen mit Singularitäten und die zugehörigen Entwicklungen willkürlicher Funktionen). Ob Hilbertu in Kleinu je postal eden vodilnih tedanjih matematikov. V Göttingenu je ostal do leta 1913, ko se je preselil v Zürich. Tam je na politehniški visoki šoli (ETH) prevzel katedro za geometrijo. V tem času je na ETH delal Einstein in razdeloval podrobnosti splošne teorije relativnosti. Weyl in Einstein sta postala prijatelja. Einstein je na Weyla trajno vplival, saj se je nadvse navdušil nad matematično fiziko in diferencialno geometrijo. Leta 1918 je objavil svoje vplivno delo Prostor, čas, snov (Raum, Zeit, Materie) o splošni teoriji relativnosti. V letu 1921 je srečal Schrödingerja, ki je tedaj postal redni profesor na Univerzi v Zürichu. Postala sta dobra prijatelja.
Med letoma 1928 in 1929 je bil Weyl gostujoči profesor na Univerzi Princeton. Najprej je zavrnil povabilo, da bi se vrnil v Göttingen, kjer bi nasledil Kleina. Od leta 1930 je predaval na Univerzi v Göttingenu, kjer je prevzel za Hilbertom, ki je odšel v pokoj, vodstvo matematičnega inštituta. Tukaj je vzdržal do leta 1933. Tega leta je za mnogimi svojimi kolegi in za Einsteinom emigriral v ZDA, še posebej zato, ker je bila njegova žena judinja. V ZDA je do upokojitve leta 1951 deloval na novoustanovljenem Inštitutu za višji študij. Po upokojitvi je bil do smrti častni član Inštituta. Do konca življenja je večino časa preživel z ženo v Zürichu, čeprav se je vsako leto za nekaj mesecev vračal v Princeton.
Pomembna so njegova dela iz teorije grup (posebno glede na uporabo v fiziki), nadalje dela iz teorije števil glede na aditivno teorijo števil (Weylova vsota) in še dela iz teorije diferencialnih in integralskih enačb. Znan je tudi v fizikalni kozmologiji kjer je s svojim postulatom vpeljal vrsto kozmološkega načela.
Weyl je pisal s književnim, skoraj pesniškim slogom, ki ni prestal tudi z nujnim prehodom na angleščino. V svojem uvodu v Klasične grupe iz leta 1939 je v svojem običajnem zanosu zapisal, »da so bogovi naložili mojemu pisanju jarem tujega jezika, ki ga ob moji zibelki niso peli,« itd. Po njem »izražanje in oblika pomenita skoraj več kot znanje.«
Iz prvega zakona s Helene Joseph iz Maklenburga, filozofinjo in prevajalko španske književnosti, je imel Weyl dva sinova, Fritza Joachima (1915–1977), ki je tudi sam postal matematik, in Michaela. Po smrti njegove prve žene leta 1948 se je Weyl leta 1950 oženil z Elleno Bär iz Züricha. Najbolj znani Weylovi učenci so: Weinstein, Mohr, Mac Lane in Gentzen.
Matematika ga je zanimala in mamila na vso moč na široko in vsak košček te pisane širine je obogatil. V teoriji analitičnih funkcij je zgradil sodoben pogled na Riemannove ploskve, v teoriji števil je kot močno orodje uporabil trigonometrične vrste, po svoje se je lotil robnih nalog in integralskih enačb, skupaj z Broewerjem je zaoral novo brazdo v osnove matematike, intuicionizem, ki priznava izključno samo konstruktivne dokazovalne postopke. Ukvarjal se je s problemi samopodobnosti fraktalnih množic. Leta 1917, eno leto po nastanku je že predaval o splošni teoriji relativosti.
Weyl je zelo dobro poznal in cenil Plemlja. 21. januarja 1952 mu je v pismu med drugim zapisal: »Zelo sem vesel, da sem po dolgih letih spet slišal o Vas. Od tedaj, od naše skupne matematične mladosti, ko ste objavili čudovito razpravo o Riemannovem problemu o monodromiji in nagrajeni spis o potencialni teoriji, sem Vaš veliki občudovalec. Upam, da ste v dobrem zdravju.«

### Geometrijski temelji mnogoterosti in fizike
V letu 1913 je Weyl objavil delo Predstava Riemannove ploskve (Die Idee der Riemannschen Fläche), v katerem je podal poenoteno obravnavo Riemannovih ploskev, ki je nastala med njegovimi predavanji v jesenskem semestru 1911/12. Tu je uporabil topologijo množic točk, da bi bila teorija Riemannovih ploskev strožja. Ta način je kasneje uporabil pri delu o mnogoterostih. V ta namen je prevzel Brouwerjevo zgodnejše delo v topologiji in prvi uporabil splošno topologijo, da bi tedanjo teorijo Riemannovih ploskev algebrskih funkcij postavil na trdnejše, točne temelje, ki bi zadovoljili Hilbertove zahteve po vsebinski in metodološki strogosti.
Leta 1918 je izšla njegova knjiga o prostoru, času in snovi Prostor, čas, snov (Raum, Zeit, Materie), uspešnica, ki je do leta 1923 doživela kar pet nemških izdaj pa še angleški in francoski (zadnjemu se je Weyl odpovedal, tako svoboden je bil). Za uvod v splošno teorijo relativnosti je na novo osmislil Riemannovo diferencialno geometrijo, zanjo pa je potreboval trdne algebrske in topološke pojme o našem evklidskem prostoru. Zato velja prvo poglavje knjige Prostor, čas, snov za zibelko evklidskega prostora. V uvodu je razglabljal o času in prostoru kot o eksistenčnih oblikah realnega sveta, o snovi kot njegovi substanci. Večno tekoči čas, skrivnost naše časovne zavesti, je po njegovem osrednje metafizično vprašanje, ki ga poskuša pojasniti in rešiti filozofija, odkar je. Prostor, pravi, pa je že pred starimi Grki postal predmet znanstvene obravnave, ki jo odlikujeta največja jasnost in zanesljivost. Z Einsteinom, je sodil, so se trdni temelji naravoslovja zamajali, vendar le zato, da napravijo prostor za svobodnejši in globlji pogled na stvari. Od tod ni poti nazaj, razvoj znanosti lahko preseže današnje poglede, toda k stari ozki in togi shemi se ne more vrniti več. Iz preprostega zdaj mu zraste čas kot enorazsežni kontinuum, iz prav takšnega tukaj pa se povzpne do pojma prostora. Prostor se doživlja v gibanju, v gibljivosti teles v njem. Že Helmholtz je iskal osnove geometrije v tistih značilnostih prostora, ki jih odražajo gibanja togih teles. Isto togo telo je enkrat tukaj, drugič tam. Ali: togo telo je tukaj, tam pa je temu telesu kongruentno telo. Za kongruentnostjo pa tiči grupa, grupa togih premikov prostora. Potem so mu bili pomembni posebni, vzporedni premiki (translacije). Kako je znotraj grupe vseh premikov moč razpoznati translacije? Napisal je: »Imejmo premik (gibanje) T. Brž ko za vsak par točk A, B najdemo premik, ki preslika A v B in komutira s T, je T translacija. Množica vseh translacij sestavlja komutativno grupo. Zapišimo jo aditivno, superpozicijo označimo z znakom + in jo imenujmo vsoto. Translacija je natanko določena s sliko ene točke. Točka A in njena slika A´ sestavljata urejen par AA´. Urejen par točk povežemo z usmerjeno daljico, ki kaže od A proti A´. Isti translaciji ustreza cela družina daljic AA´, vsaka točka prostora je lahko začetna točka take daljice. Računanje s translacijami spremlja računanje z usmerjenimi daljicami. V translacijah in v usmerjenih daljicah (raje: v ekvivalentnih razredih usmerjenih daljic) lahko vidimo različni popredmetenji iste abstraktne strukture, aditivne grupe vektorjev.« V aditivno grupo vektorjev je uvedel novo operacijo, produkt s številom. Najprej produkt s celim številom:
{\displaystyle ma={\vec {\mathbf {a} }}+{\vec {\mathbf {a} }}+...+{\vec {\mathbf {a} }}\!\,}
z m členi, če je m > 0, za negativen m naj bo {\displaystyle m{\vec {\mathbf {a} }}=-(-m){\vec {\mathbf {a} }}}, za m = 0 pa seveda {\displaystyle 0{\vec {\mathbf {a} }}=0}. Produkt vektorja {\displaystyle {\vec {\mathbf {a} }}} z recipročno vrednostjo {\displaystyle m^{-1}}, {\displaystyle m\in \mathbb {N} } naj bo vektor {\displaystyle m^{-1}{\vec {\mathbf {a} }}}, da se bo m členov, enakih {\displaystyle m^{-1}{\vec {\mathbf {a} }}}, seštelo v vsoto {\displaystyle {\vec {\mathbf {a} }}}:
{\displaystyle m^{-1}{\vec {\mathbf {a} }}+m^{-1}{\vec {\mathbf {a} }}+...+m^{-1}{\vec {\mathbf {a} }}={\vec {\mathbf {a} }}\!\,.}
Geometrijsko pomeni to, da se da vsaka translacija sestaviti iz m enakih manjših translacij, vsaka daljica razdeliti na m delov. Naslednji korak do produkta z racionalnim številom m/n je jasen. Nazadnje se z zahtevo po zveznosti omogoči še množenje s poljubnim realnim številom. Za geometrijo je torej aditivna translacijska grupa premalo, zveznost terja, naj translacije sestavljajo realni vektorski prostor. Zato je pač Weyl najprej definiral realni vektorski prostor. To je znana, že večkrat ponovljena definicija, nazadnje se jo sreča pri Peanu. V Weylovih časih je bil ta del Peanove ustvarjalnosti pozabljen. Za evklidsko geometrijo je abstraktna in aksiomatska osnova evklidski vektorski prostor, ki ga je Weyl prvi opredelil. V evklidskem prostoru je ob vsoti vektorjev in ob produktu vektorja s skalarjem definirana tretja operacija, skalarni produkt. Skalarni produkt priredi vektorjema {\displaystyle {\vec {\mathbf {a} }}} in {\displaystyle {\vec {\mathbf {b} }}} število, ki se ga označi z {\displaystyle ({\vec {\mathbf {a} }},{\vec {\mathbf {b} }})}. Osnovni aksiomi zanj pravijo: Je komutativnen:
{\displaystyle ({\vec {\mathbf {b} }},{\vec {\mathbf {a} }})=({\vec {\mathbf {a} }},{\vec {\mathbf {b} }})\!\,,}
je bilinearen in zaradi komutativnosti je dovolj, če je v prvem faktorju:
{\displaystyle ({\vec {\mathbf {a} }}_{1}+{\vec {\mathbf {a} }}_{2},{\vec {\mathbf {b} }})=({\vec {\mathbf {a} }}_{1},{\vec {\mathbf {b} }})+({\vec {\mathbf {a} }}_{2},{\vec {\mathbf {b} }})(\lambda {\vec {\mathbf {a} }},{\vec {\mathbf {b} }})=\lambda ({\vec {\mathbf {a} }},{\vec {\mathbf {b} }})\!\,.}
Je pozitivno definiten:
{\displaystyle ({\vec {\mathbf {a} }},{\vec {\mathbf {a} }})\geq 0\qquad ({\vec {\mathbf {a} }},{\vec {\mathbf {a} }})=0\iff {\vec {\mathbf {a} }}=0\!\,.}
V evklidskem prostoru se lahko merijo dolžine. Ker je skalarni produkt pozitvno definiten, se lahko {\displaystyle ({\vec {\mathbf {a} }},{\vec {\mathbf {a} }})} koreni in kvadratni koren proglasi za normo vektorja {\displaystyle {\vec {\mathbf {a} }}}:
{\displaystyle |{\vec {\mathbf {a} }}|={\sqrt {({\vec {\mathbf {a} }},{\vec {\mathbf {a} }})}}\!\,.}
Naj se vzameta dva vektorja, {\displaystyle {\vec {\mathbf {a} }}\neq 0} in {\displaystyle {\vec {\mathbf {b} }}}. Pri vsakem {\displaystyle \lambda } je:
{\displaystyle (\lambda {\vec {\mathbf {a} }}+{\vec {\mathbf {b} }},\lambda {\vec {\mathbf {a} }}+{\vec {\mathbf {b} }})\geq 0\!\,.}
Upošteva se, da je skalarni produkt bilinearen in komutativen, pa se lahko levo stran napiše kot kvadratni polinom:
{\displaystyle ({\vec {\mathbf {a} }},{\vec {\mathbf {a} }})\lambda \lambda +2({\vec {\mathbf {a} }},{\vec {\mathbf {b} }})\lambda +({\vec {\mathbf {b} }},{\vec {\mathbf {b} }})\geq 0\!\,.}
Negativna kvadratna funkcija pa ima nepozitivno diskriminanto, {\displaystyle ({\vec {\mathbf {a} }},{\vec {\mathbf {b} }})\lambda -({\vec {\mathbf {a} }},{\vec {\mathbf {a} }})({\vec {\mathbf {b} }},{\vec {\mathbf {b} }})\leq 0}. Od tod Cauchyjeva ocena:
{\displaystyle |({\vec {\mathbf {a} }},{\vec {\mathbf {b} }})|\leq |{\vec {\mathbf {a} }}||{\vec {\mathbf {b} }}|\!\,.}
Iz Cauchyjeve ocene izhaja tudi:
{\displaystyle |{\vec {\mathbf {a} }}+{\vec {\mathbf {b} }}|\lambda =({\vec {\mathbf {a} }}+{\vec {\mathbf {b} }},{\vec {\mathbf {a} }}+{\vec {\mathbf {b} }})=({\vec {\mathbf {a} }},{\vec {\mathbf {a} }})+2({\vec {\mathbf {a} }},{\vec {\mathbf {b} }})+({\vec {\mathbf {b} }},{\vec {\mathbf {b} }})\leq |{\vec {\mathbf {a} }}|\lambda +2|{\vec {\mathbf {a} }}||{\vec {\mathbf {b} }}|+|{\vec {\mathbf {b} }}|\lambda \!\,.}
Nazadnje:
{\displaystyle |{\vec {\mathbf {a} }}+{\vec {\mathbf {b} }}|\leq |{\vec {\mathbf {a} }}|+|{\vec {\mathbf {b} }}|\!\,.}
Kot {\displaystyle \phi } med vektorjema {\displaystyle {\vec {\mathbf {a} }}} in {\displaystyle {\vec {\mathbf {b} }}} definiramo s:
{\displaystyle \cos \phi ={({\vec {\mathbf {a} }},{\vec {\mathbf {b} }}) \over |{\vec {\mathbf {a} }}||{\vec {\mathbf {b} }}|}\!\,.}
Zaradi Cauchyjeve ocene je definicija smiselna, desna stran leži med -1 in 1, kot velja za kosinus. V posebnem primeru, ko je {\displaystyle \phi =\pi /2} in {\displaystyle \cos \phi =0}, sta vektorja {\displaystyle {\vec {\mathbf {a} }}} in {\displaystyle {\vec {\mathbf {b} }}} pravokotna. Lahko se reče: Vektorja {\displaystyle {\vec {\mathbf {a} }}} in {\displaystyle {\vec {\mathbf {b} }}} sta pravokotna, če je njun skalarni
produkt enak 0:
{\displaystyle ({\vec {\mathbf {a} }},{\vec {\mathbf {b} }})=0\!\,.}
Weyl je imel pred očmi le končnorazsežne prostore. Pa že ob teh velja poudariti njegovo zaslugo, da je pripeljal skalarni produkt v aksiomatiko. V svojem govoru o Felixu Kleinu (1929) je dejal: »Na vse je gledal brez predsodkov in kolikor je mogel, je poskusil matematiko zbližati z njeno naravoslovno in tehnično uporabo. Upoštevati pa moramo, da igra matematika še drugo, zelo pomembno vlogo pri oblikovanju našega duhovnega lika. Ukvarjanje z matematiko je – tako kot mitologija, književnost ali glasba – ena tistih oblik človekove dejavnosti, ki so zanj najbolj značilne, v njih se izraža človekovo bistvo, težnja k intelektualni sferi življenja, ki je ena od oblik svetovne harmonije. Klein je tožil, »da se v nemški družbi, kot kaže, še ni izoblikovala enotna kultura, ki bi eksaktne znanosti vključevala kot obvezni sestavni del.« Nekakšen prelom, ki ga je zaznati v tej smeri, si najbrž lahko razložimo s povečanim zanimanjem za tehniko, ki tudi široke množice vključuje v kulturo ekzaktnih znanj, čeprav moje osebne izkušnje iz stikov z mladim pokoljenjem tega ne potrjujejo vselej, večkrat sem opazoval, da so mladi ljudje, navdušeni za avtomobilski šport, dostikrat sovražno razpoloženi do teorije in se nikakor niso pripravljeni resno poglobiti v mehaniko.« Pri Weylu sta se na aksiomatski ravni srečali algebrska in metrična zgradba, stari znanki iz konkretnih zgledov. Metrika je prišla v vektorski prostor po ovinku, s skalarnim produktom, vektorski prostor je bil končnorazsežen. Analiza pa je bila pripravljena na več, na združitev zelo splošne metrike in neskončnorazsežnega prostora. Ta spoj je zaživel v delih več avtorjev v tridesetih letih, v delih Banacha, Wienerja in drugih. 
Skupaj s Petrom je leta 1927 v članku Die Vollstaendigkeit der primitiven Darstellungen einer geschlossenene kontinuirlichen Gruppe prvi obravnaval upodobitve kompaktne grupe. Objavila sta ga v Mathematische Annalen. že kot naslov pove, sta sprva obravnavala le kompaktne Liejeve grupe. Invariantni integral nad kompaktno Liejevo grupo je poznal že Hurwitz in je bil pri roki. Kmalu potem je Haar našel invariantni integral nad krajevno kompaktno topološko grupo. Nad kompaktno grupo odlikujejo Haarov integral vse značilnosti, ki sta jih Peter in Weyl uporabila v svoji teoriji. Zato je Peter-Weylova teorija obveljala za vse kompaktne grupe. Osnovni pripomoček je bil integralski operator s simetričnim jedrom. Najprej sta sestavila zvezno simetrično funkcijo nad G, tako pač, da je:
{\displaystyle h(a^{-1})=h(a)\!\,,}
njej pa priredila operator z jedrom:
{\displaystyle H(a,b)=h(ab^{-1})\!\,.}
Jedro operatorja je zvezno in simetrično, zato gre po Hilbert-Schmidtovi poti. Na koncu poti sta dognala: kompaktna grupa ima kvečjemu števno mnogo nerazcepnih upodobitev, vse so končnorazsežne. Naj se zapišijo unitarne matrike teh upodobitev, pa se najde števno mnogo funkcij na grupi {\displaystyle \tau _{ik}^{k}}, {\displaystyle k\in \mathbb {N} }. Matrični elementi {\displaystyle \tau _{ik}^{k}} sestavljajo polno ortogonalno bazo v {\displaystyle L_{(}G)}. Funkciji {\displaystyle fL_{(}G)} se priredi Fourierovo transformiranko, ki jo sestavlja zaporedje operatorjev:
{\displaystyle {\overline {f}}_{k}={\overline {f}}(b)T_{b}^{k}db\!\,.}
Fourierovo transformacijo se obrne s Fourierovo vrsto:
{\displaystyle {\overline {f}}(a)=d_{1}s_{1}{\overline {f}}_{1}(T_{a}^{1})^{-1}+d_{2}s_{1}{\overline {f}}_{2}(T_{a}^{2})^{-1}+d_{3}s_{1}{\overline {f}}_{3}(T_{a}^{3})^{-1}+...\!\,.}
Faktor {\displaystyle d_{k}} je spet razsežnost upodobitve {\displaystyle T_{a}^{k}}, pove, da nastopa {\displaystyle T_{a}^{k}} v regularni upodobitvi natanko {\displaystyle d_{k}}- krat. Brž, ko je grupa končna, ostane od vrste le končna vsota. Nerazcepne upodobitve (v kompleksnem) grupe SO(2) pa so enorazsežne, zato so vsi {\displaystyle d_{k}} enaki 1. Peter-Weylov izrek je eksistenčni izrek v Hilbertovem duhu, pove, da nerazcepne upodobitve kompaktne grupe obstajajo, da jih je kvečjemu števno mnogo in da so končnorazsežne, kako jih zares izračunati, pa zataji. Dopolnil je Cartanovo končnorazsežno upodabljanje polenostavnih algebr.

### Temelji matematike
V delu Kontinuum iz leta 1918 je Weyl razvil logiko predikativne analize s pomočjo nižjih nivojev Russllove razvejane teorije tipov. Večino klasičnega računa je lahko razvil brez aksioma izbire ali dokaza s protislovjem in se ognil Cantorjevim neskončnim množicam. V tem obdobju se je Weyl prizival na radikalni konstruktivizem nemškega romantičnega, subjektivnega idealista Fichteja.
Kmalu po objavi Kontinuuma se je Weyl popolnoma obrnil k Brouwerjevemu intuicionizmu. V Kontinuumu konstruktabilne točke obstajajo kot diskretne entitete. Želel je kontinuum, ki ne bi bil le skupek točk. Napisal je polemičen članek, v katerem je zase in za Brouwerja napisal: »Midva sva revolucija«. Članek je bil veliko bolj vpliven pri širjenju intuicionizma kot pa izvirna Brouwerjeva dela sama.
Pólya in Weyl sta med srečanjem matematikov v Zürichu (9. februarja 1918) stavila o prihodnji usmeritvi matematike. Weyl je napovedal, da bodo naslednjih 20 let matematiki spoznali popolno nedoločenost pojmov, kot so: realna števila, množice in števnost, ter naprej, da je vprašanje o pravilnosti ali nepravilnosti značilnosti najmanjše zgornje meje realnih števil prav tako pomembno kot vprašanje o resničnosti Heglovih temeljnih trditev o filozofiji narave. Vsak odgovor na takšno vprašanje bi bil nepreverljiv, nepovezan z izkustvom, in zaradi tega nesmiseln. Gurevich je leta 1995 na ETH našel točen zapis o stavi. Prijateljska stava se je končala leta 1937. Za zmagovalca so proglasili Pólyo, pri čemer je bil Gödel drugačnega mišljenja. Čeprav je Weyl priznal poraz, tudi s Pólyevo odobritvijo ni mogel o tem objaviti oglas v letniku Nemškega matematičnega društva, kot je bilo navedeno v stavi.  
Čez nekaj let se je Weyl odločil, da Brouwerjev intuicionizem preveč omejuje matematiko, kot so govorili tudi kritiki. »Krizni« članek je vznemiril Weylovega formalističnega učitelja Hilberta. V poznih 1920-ih je Weyl delno pomiril svoja stališča s Hilbertom.
Približno po letu 1928 se je Weyl verjetno odločil, da matematični intuicionizem ni združljiv z njegovim navdušenjem za Husserlovo fenomenološko filozofijo, kot je mislil prej. V zadnjih desetletjih življenja je Weyl poudarjal razumevanje matematike kot »simbolično konstrukcijo« in prešel na stališče bližje ne samo Hilbertu, ampak tudi Cassirerju. Weyl pa je sicer redko navajal Cassirerja. Pisal je le kratke članke in odlomke, ter pojasnjeval svoje stališče.

## Glavna dela
Njegova glavna dela so:
- Idee der Riemannflāche, (1913),
- Das Kontinuum, (1918),
- Gruppentheorie und Quantenmechanik, (1928),
- Mind and Nature (University of Pennsylvania Press, 1934),
- Elementary Theory of Invariants (1935),
- Classical Groups: Their Invariants And Representations, (Princeton 1939, ISBN 0-691-05756-7)
- Algebraic Theory of Numbers (1940),
- Meromorphic Functions and Analytic Curves, (Princeton University Press, Princeton 1943),
- Philosophy of Mathematics and Natural Science, (Princeton University Press, Princeton 1949),
- Simmetry, (Princeton University Press, Princeton 1952, ISBN 0-691-02374-3),
- Algebraic Theory of Numbers, (Princeton University Press, Princeton 1959).

## Priznanja

### Nagrade
Leta 1927 je za svoje delo na področju geometrije prejel nagrado Lobačevskega.

### Poimenovanja
Po njem se imenuje udarni krater Weyl na oddaljeni strani Lune in asteroid glavnega pasu 32267 Hermannweyl.